# Hatoon al-Fassi
Hatoon Ajwad al-Fassi (en árabe هتون أجواد الفاسي, Yeda, 1964) es una sufragista, activista por los derechos de la mujer y profesora asociada de historia de las mujeres en la Universidad Rey Saúd en Arabia Saudita, donde ha estado empleada desde 1989 y en el Departamento de Asuntos Internacionales de la Universidad de Catar. Al-Fassi lleva a cabo investigaciones históricas, afirmando, según su investigación sobre el reino árabe preislámico de Nabataea, que las mujeres de la región tenían más independencia que las saudíes del siglo XXI. Al-Fassi participó activamente en campañas de derecho a voto de las mujeres para las elecciones municipales de 2005 y 2011 y participó en una campaña similar para las elecciones municipales de 2015. Fue arrestada a fines de junio de 2018 como parte de una ofensiva contra las activistas y fue puesta en libertad a principios de mayo de 2019.
En noviembre de 2018, mientras todavía estaba en la cárcel, recibió el Premio de Libertad Académica MESA para 2018.

## Origen familiar
Hatoon al-Fassi es miembro de la familia tradicional sufí Al-Fassi de Makkah, que desciende de la casa Sharifi de Muhammad que pertenece a la rama Hassani Idrissi de esta línea. A través de su padre Sheikhus Sujjadah Ajwad al-Fassi y su abuelo Sheikh Abdullah al-Fassi, es una tataranieta de Qutbul Ujood Hazrat Muhammad al-Fassi (Imam Fassi), el fundador y jefe espiritual de la rama Fassiyah de la orden sufí Shadhiliyya, el vigésimo primer Khalifa del Imam Shadhili. Ella es, pues, una descendiente directa del profeta islámico Mahoma. Su madre es Sheikha Samira Hamed Dakheel, que pertenece a la rama de la tribu Hijazi de Harb que residía en Jeddah. Sus hermanos son el abogado Sheikh Muhammad Ajwad al-Fassi y la poeta Hawazan Ajwad al-Fassi.  

## Educación y carrera académica
Al-Fassi se crio en una familia que la animó a pensar independientemente de las ideas de la escuela y los medios sobre los derechos de las mujeres. Obtuvo títulos universitarios en historia en 1986 y 1992 de la Universidad Rey Saúd (KSU) y un doctorado en historia de las mujeres antiguas de la Universidad de Mánchester en 2000.
Al-Fassi ha trabajado en la KSU desde 1989, con la condición de profesora como miembro de la facultad de KSU desde 1992, realizando investigaciones históricas sobre historia de las mujeres. No se le permitió enseñar en la KSU desde 2001. Desde 2008, ha tenido el estatus de profesora asistente de historia de las mujeres en la KSU y desde 2013 fue promovida a profesora asociada.  

### Women in Pre-Islamic Arabia: Nabataea
En 2007, al-Fassi publicó su investigación sobre la situación de las mujeres en el reino árabe preislámico de Nabataea como el libro Women in Pre-Islamic Arabia: Nabataea (Mujeres en Arabia preislámica: Nabataea). Algunas de las pruebas que usó incluyeron monedas e inscripciones en tumbas y monumentos escritos en griego antiguo y semítico. Encontró que las mujeres eran personas jurídicas independientes capaces de firmar contratos en su propio nombre, en contraste con las mujeres en Arabia Saudita moderna, que requieren que los tutores masculinos firmen por ellas. Al-Fassi dice que la antigua ley griega y romana otorgó menos derechos a las mujeres que los que tenían en el Reino nabateo, que "una adaptación de las leyes griegas y romanas se insertó en la ley islámica", y que "es una adaptación antigua, que los eruditos [islámicos] no están al tanto, y se sorprenderían mucho".  
Al-Fassi también argumenta que Nabataea "ha debilitado la idea de que los árabes eran simples o esencialmente nómadas, al tener un estado árabe urbanizado".

## Lucha por los derechos de las mujeres

### Elecciones municipales de 2005
Al-Fassi fue activa en la organización de las aspirantes a candidatas para las elecciones municipales de 2005. Los organizadores de las elecciones no permitieron que las mujeres participaran, citando razones prácticas. Al-Fassi sintió que las autoridades al dar una razón práctica para la no participación de las mujeres en lugar de una razón religiosa constituyó un éxito para la campaña de las mujeres, ya que argumentar en contra de las objeciones prácticas es más fácil que argumentar en contra de las objeciones religiosas.

### Derechos de las mujeres en las mezquitas
En 2006, Al-Fassi se opuso a una propuesta para cambiar las reglas de acceso de las mujeres en la Masjid al-Haram en La Meca que se había hecho sin la participación de las mujeres.

### Elecciones municipales de 2011
Desde principios de 2011, al-Fassi participó en la campaña Baladi por los derechos de las mujeres, que pidió que las mujeres puedan participar en las elecciones municipales de septiembre de 2011. Afirmó que la participación de las mujeres en las elecciones de 2011 "demostraría que Arabia Saudita se toma en serio sus reclamos de reforma". Describió que la decisión de las autoridades de no aceptar la participación de las mujeres en las elecciones fue "un error escandaloso que el reino está cometiendo".
Al-Fassi declaró que las mujeres habían decidido crear sus propios consejos municipales en paralelo a las elecciones solo para hombres y que las mujeres que creaban sus propios consejos municipales o participaban en "elecciones reales" eran legales según la ley saudita. El jefe de la comisión electoral al-Dahmash estuvo de acuerdo.
En abril, al-Fassi dijo que aún había tiempo antes de las elecciones de septiembre para que se permitiera la participación de las mujeres. Declaró: "Estamos ejerciendo toda la presión que está en nuestro poder, teniendo en cuenta que no es tan fácil en un país como Arabia Saudita, donde la libertad de reunión no está permitida y la sociedad civil aún no está completamente desarrollada".

### Elecciones municipales de 2015
Al-Fassi declaró que Baladi tenía la intención de organizar sesiones de capacitación para la educación de los votantes en las elecciones municipales del 12 de diciembre de 2015, pero fue bloqueado por el Ministerio de Asuntos Municipales y Rurales.

### Represión de activistas en 2018
Al-Fassi fue arrestada a fines de junio, como parte de una ofensiva contra activistas por los derechos de las mujeres que en mayo incluyó los arrestos de Aziza al-Yousef, Loujain al-Hathloul, Eman al-Nafjan, Aisha al-Mana y Madeha al -Jjush. Su arresto tuvo lugar días antes de que se levantara la prohibición saudita de conducir mujeres. El 16 de enero de 2019, Khaled Abou El Fadl, Noam Chomsky y otros 213 académicos enviaron una apelación al Rey Salman describiendo los logros académicos y de derechos de las mujeres de al-Fassi y pidiendo que ella y las otras activistas encarceladas de los derechos de las mujeres fueran liberadas.

## Medios de comunicación
Al-Fassi es columnista del periódico árabe Al-Riyadh. Ella ha sido presentada y entrevistada en muchos documentales en los principales medios nacionales, regionales e internacionales sobre temas que incluyen mujeres sauditas, historia, arqueología y elecciones municipales. 

## Premios
En noviembre de 2018, mientras todavía estaba en la cárcel, recibió el Premio de Libertad Académica MESA para 2018.